# Hayate Hachikubo
Hayate Hachikubo (japanisch 八久保 颯 Hachikubo Hayate; * 23. Juni 1993 in Hitoyoshi, Präfektur Kumamoto) ist ein ehemaliger japanischer Fußballspieler.

## Karriere
Hayate Hachikubo erlernte das Fußballspielen in der Schulmannschaft der Shugakukan High School und der Universitätsmannschaft der Hannan-Universität. Seinen ersten Vertrag unterschrieb er 2016 bei Roasso Kumamoto. Der Verein, der in der Präfektur Kumamoto beheimatet ist, spielte in der zweithöchsten Liga des Landes, der J2 League. 2018 musste er mit Kumamoto den Weg in die Zweitklassigkeit antreten. Für den Verein absolvierte er insgesamt 80 Zweit- und Drittligaspiele. Im Januar 2020 wechselte er zu den Suzuka Point Getters. Mit dem Verein aus Suzuka spielte er fünfmal in der vierten Liga.
Am 1. Februar 2021 beendete Hayate Hachikubo seine Karriere als Fußballspieler.